# 村澤氏
村澤氏（むらさわし）は、信濃国の国衆で、藤原秀郷の裔を称する村澤秀治を祖とする一族である。

## 概要
『熊谷家伝記』によると、村澤氏は元長沼氏で、南北朝時代まで常陸国の城主であったという。
その末孫・村澤次郎八は小笠原氏の食客となり、兵を与えられ、伊那小澤を治めていた江儀遠山氏攻略を命じられた。勝てば所領を与えられる約束であったものの、戦に敗れ、また時の小笠原氏当主は家臣を斬り捨てる暴君であった為、身の危険があり帰参かなわず、親方島に隠住する事となった。村澤氏の隠住は応永年間であると伝わる。
のち1448年（文安5年）長沼（現天龍村長島地区）を切り拓いて移り住み、村名を先祖の苗字から長沼とし、姓を常陸国に古くから伝わる村澤とした。
また、松島も切り拓き、新野を支配する関盛春の配下に加わった。
村澤次郎八は秀郷の末裔である秀治を養子とし、村澤氏を継がせた。
村澤家は、現阿南町富草地区に在る関昌寺を菩提寺として現在に至る。
関昌寺に残る村澤家之霊位
- 秀隣院殿英學良俊居士　天文 7年 6月24日　秀治(1538年)